# 神名帳考証土代

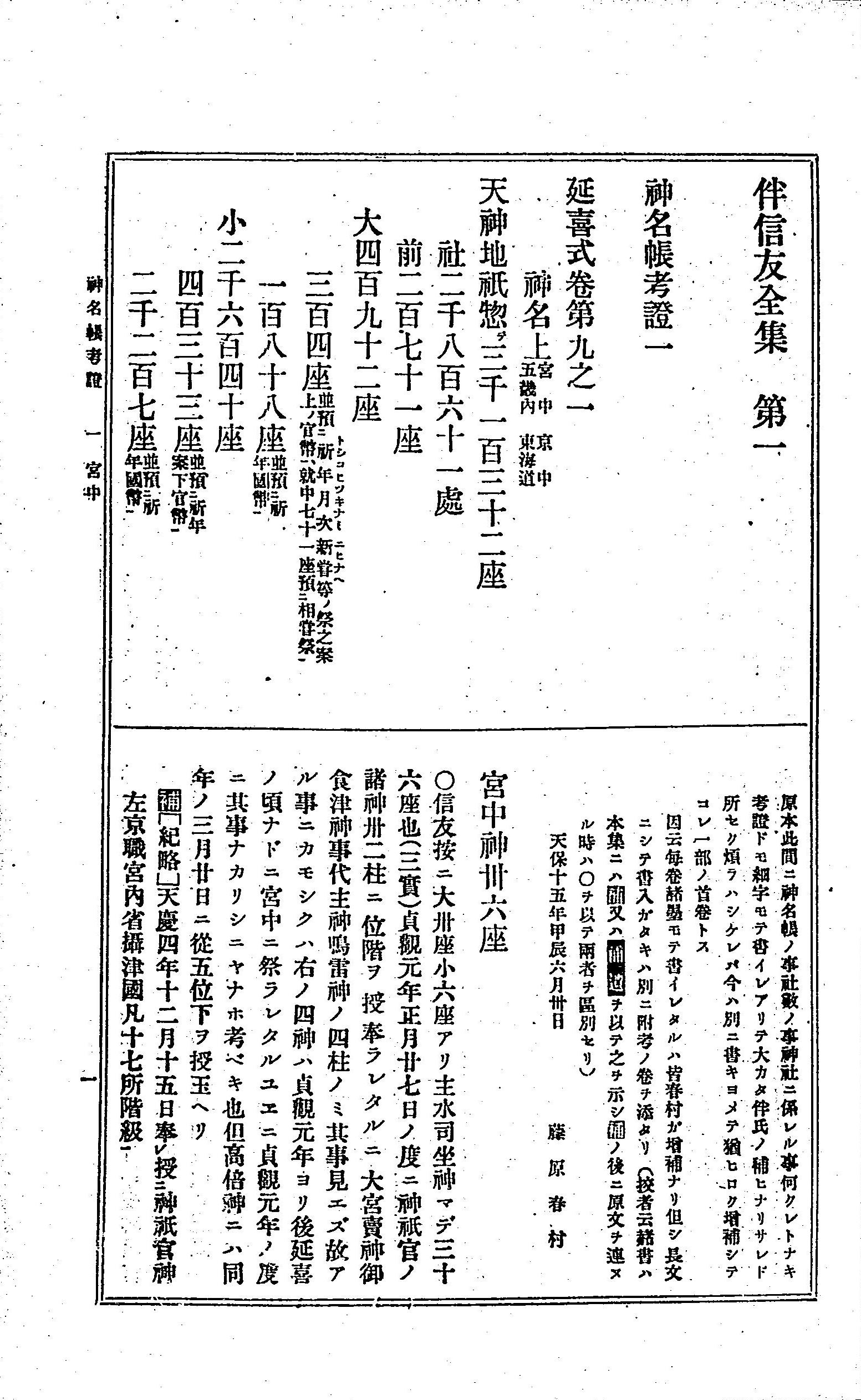
『伴信友全集』1巻に収録された『神名帳考證』の本文

『神名帳考証土代』（じんみょうちょうこうしょうどだい）は『延喜式神名帳』（以下『神名帳』とする）に記載された神社（式内社）を考証した書物。伴信友著、文化10年（1813年）成稿、全69巻。単に『神名帳考証』とも称すが、出口延経の同名書が存するために「土代」を付して区別される。ちなみに「土代」とは「下書き」の謂。

## 概説
式内社の研究は文亀3年（1503年）の吉田兼倶『延喜式神名帳頭註』以降信友の時代に至るまでにも多数著されており、前近代の神社及び神社史の研究は式内社の研究が殆どであったと言えるが、本書も式内社（と一部の国史見在社）の名称・祭神・創祀・神位・由緒・沿革・所在地・類社等について考証したものである。考証に際っては典拠とする諸書を原文から引用した上で自身の見解を「信友按」や「信友云」として付す等、信友が着実な書誌学・考証学の基礎に立って神社研究に取り組んだ事が窺え、従前の研究業績の中にあってもその考証範囲の広さ、忠実さから類書中特に重要な著作とされている。なお、後に著述する『神社私考』（じんじゃしこう）6巻の巻1・2は本書の首巻に相当する。

## 成立
「校合之事」と題する奥書によれば、24本に及ぶ『神名帳』の写本を対校して『神名帳』の本文を校合・校訂し、そこへ考証を加えて、文化10年閏11月21日に脱稿したとあるが、現存する信友自筆8冊本の裏書によれば、文化元年に若狭国から上京した折に上田百木から『神名帳考証撿録』を借用し、興田吉従と手分けをしてこれを書写、3年後の文化4年4月15日に完了した旨の記載があるので、『撿録』書写後にそれを参考にしつつ『神名帳』本文の校合作業にとりかかり、その後7年を費やして完成させた労作ということになる。
なお本書の後継書として黒川春村が本書の引証を補ったり、挿絵を入れたり、また「春村案ニ」と自身の見解を加えたりした『神名帳考証土代附考』（じんみょうちょうこうしょうどだいふこう）がある。

## 著述姿勢

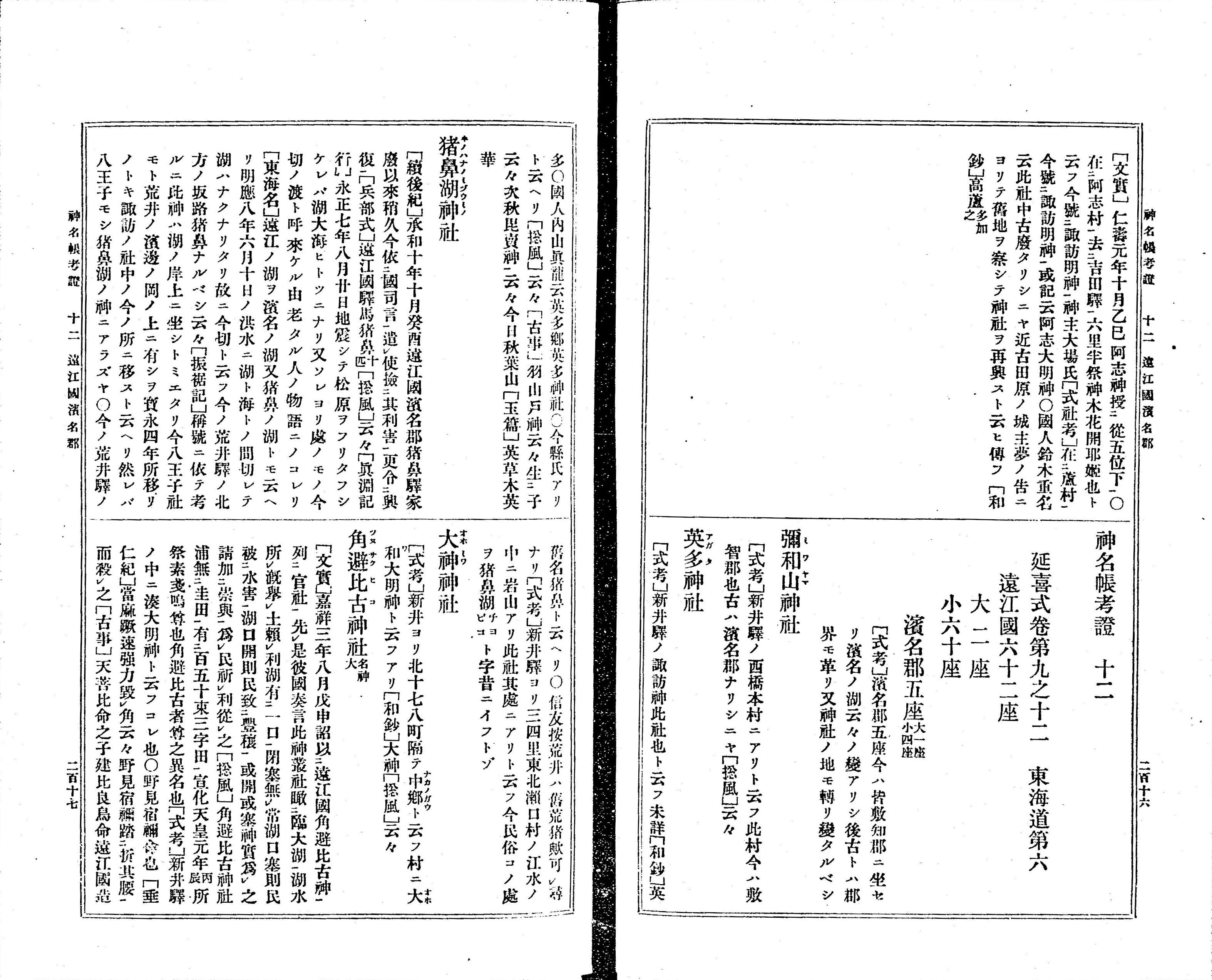
『伴信友全集』1巻に収録された『神名帳考證』の「遠江國」の章

自筆裏書に、対校本中「儒仏など習合の考（中略）の古意ならぬもありて己が見識にふさハしからぬ説ハ、おほかたハはぶきすてて」とあり、外来の思想・信仰を排して古道を旨とする姿勢を示している。また当初は『神名帳考』と名付けていたが、内容的に発展・展開して「神名帳の正しき考証を述作らむ」ための「下書となるへきもの」と位置づけたことを明らかにしており、そのために日本諸国の地誌類や神社誌、残存する国内神名帳の収集を始め、先行考証書や各地の在地の研究家の説、民間信仰にまで幅広く着目するなどの総合的研究方法を採用して、後の考証学とも言うべき新しい学問分野への試みが認められ、また上記の如く典拠とした文献を明示すると共に、その引用は原文のままとするなど、原資料重視の姿勢も窺える。更に、成稿後も新見解が生じるたびに次々と加筆を行って、より完璧なものとすべくこれに努めているが、裏書を「同し志の人々の国々におこりて相うづなひ撰とゝのへむ時もがな」と同学の士の協力を期待して結ぶ等、信友の学問的誠実さを示すものともなっている。

## 付記
本書には30種弱の写本が知られるが、『神名帳』の対校本数を22本としたり23本とするものがある。この相異は研究期間の長きを考慮すると増補の結果とも理解できるが、対校本の掲出の仕方や前後の入れ違いなどで大きく2つの系統が認められるため、或いは本書自体に『神名帳考証』と題するものと『神名帳考』と題するものの2種が存在した可能性もある。